# Nowochopiorsk
Nowochopiorsk (ros. Новохопёрск) – miasto w Rosji położone w obwodzie woroneskim. Nowochopiorsk prawa miejskie otrzymał w roku 1779.
Miasta jest położona na prawym brzegu rzeki Chopior (dopływ Donu), 270 kilometrów od miasta Woroneż.

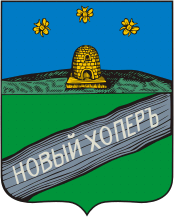
herb (1781)

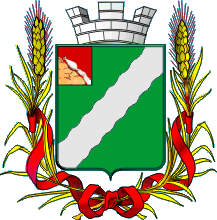
herb (1859)